# Comerio Ercole (azienda)
La Comerio Ercole S.p.A. è un'azienda di progettazione e costruzione di macchinari e impianti per l'industria tessile e plastica fondata a Busto Arsizio nel 1885 e controllata da Comerio 1885 Holding Società Benefit. L’azienda in particolare progetta e costruisce calandre e mescolatori destinati ai settori della gomma, della plastica, dei tessuti non tessuti e di altre applicazioni industriali.

## Storia

### Origini e primi anni

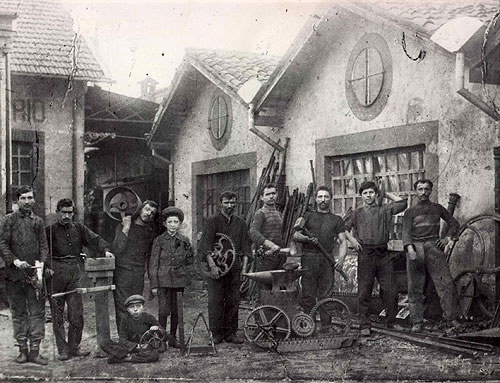
Alcuni operai nel 1885

Ercole Comerio, che dal 1873 lavorava come operaio meccanico alla Cantoni-Krumm di Legnano, nel 1885, anno in cui sposò Teresa Marcora, fondò una propria officina per la riparazione di macchine tessili a Busto Arsizio grazie anche al sostegno finanziario del cognato Roberto Marcora. La prima sede dell'azienda fu in via Confalonieri e successivamente trasferita in via Magenta. La ditta passò velocemente dalla sola riparazione alla produzione di macchinari per l'industria tessile, fortemente radicata nel Bustese, specializzandosi sulle macchine per la tintoria, il candeggio, la stampa e tutte le fasi finali della lavorazione dei tessuti.
Questo ampliamento costrinse l'azienda a un nuovo trasferimento, nel 1895, in via Silvio Pellico, dove rimase per circa un secolo. La ditta iniziò a produrre anche macchine per la lavorazione della gomma e della carta. Nel 1900 l'azienda partecipò all'Esposizione Internazionale di Parigi.

### Prima metà del XX secolo e guerre mondiali

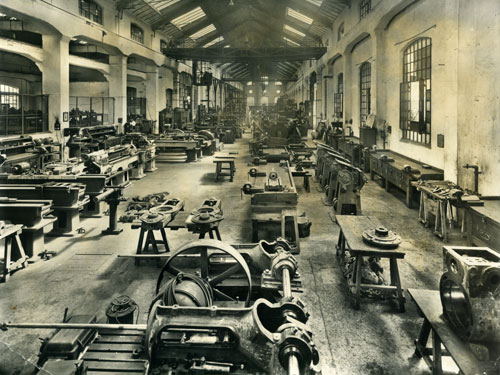
L'interno dello stabilimento di Busto Arsizio negli anni 1920

Nel 1913 l'azienda contava circa 75 operai, ma con l'avvento della prima guerra mondiale la Comerio decise di convertire gran parte della produzione verso l'artiglieria pesante per l'Ansaldo. Nel 1919 L'azienda fu il primo operatore italiano a costruire una calandra a tre cilindri per il settore della gomma, per la società Pirelli.
Nel 1922 l'azienda cambiò denominazione in Società anonima Comerio Ercole con sede a Milano. L'azienda, sotto la presidenza di Ercole Comerio e la direzione dei figli Melchiorre e Giuseppe, iniziò ad espandersi andando ad esportare anche all'estero, in Svizzera, Francia, Germania, Romania e Bulgaria. 
La crescita continuò rapidamente anche grazie ai rapporti che vennero a crearsi con le aziende tessili locali (Giuseppe Comerio sposò Maria Ottolini, figlia di Carlo Ottolini, imprenditore tessile fondatore del Cotonificio Ottolini) e le esportazioni si allargarono all'America meridionale e all'Europa orientale.
Nel 1935, a cinquant'anni dalla fondazione, la Comerio contava circa 400 dipendenti e due anni dopo, nel 1937, venne aperto un nuovo stabilimento a Legnano. In questo periodo, complice la Guerra d'Etiopia, l'azienda iniziò a produrre anche macchine stradali e rulli compressori per la Ditta Loro & Parisini. Con lo scoppio della seconda guerra mondiale la ditta tornò a collaborare con l'Ansaldo e, successivamente, con il Comando tedesco, per la produzione bellica.
Nel 1942 Rinaldo Comerio, figlio di Giuseppe e laureato al Politecnico di Milano, entrò a far parte dell'azienda. L'anno successivo Ercole Comerio affidò l'azienda ai nipoti Rinaldo e Mario (quest'ultimo figlio di Melchiorre). Nel 1944 la sede legale venne riportata a Busto Arsizio e la società divenne una S.p.A.. Il 10 gennaio dello stesso anno, sei lavoratori membri della commissione interna furono arrestati dai nazisti con il supporto dei fascisti italiani e deportati. In quel luogo, oggi divenuto ingresso di un parco, sono state posate altrettante pietre di inciampo.

### Dal secondo dopoguerra agli anni 1990
Nel 1947, con la morte di Ercole Comerio, la carica di presidente venne assunta dalla vedova Teresa Marcora e dal 1950 l'azienda vide una nuova crescita economica dopo il riassetto post-bellico, anche grazie al cosiddetto miracolo economico italiano. Il 1º maggio 1953, dopo la morte di Teresa Marcora avvenuta nel 1952, il figlio Giuseppe assunse la presidenza dell'azienda. Nel 1954 la famiglia di Melchiorre Comerio lascia l'azienda e fonda una nuova ditta che avrà sede presso lo stabilimento di Legnano.
Alla scomparsa di Giuseppe, Rinaldo Comerio, suo figlio, divenne presidente della ditta. Nel 1965, dopo un'ulteriore crescita dell'impresa e una risistemazione della stessa, chiuse il reparto fonderia di ghisa anche per motivi di carattere ecologico. Nello stesso anno la sede sociale venne riportata a Milano e nel 1966 la società commerciale Rubber and textile Machinery S.p.A. venne incorporata nella Comerio.
Nel 1975 la sede dell'impresa tornò a Busto Arsizio. Nel 1996 la sede storica fu lasciata in favore di una nuova sede collocata in via Castellanza, sempre a Busto Arsizio. Nel 2000 l'impresa contava 175 addetti: il calo del numero di impiegati era dovuto allo sviluppo di piccole aziende artigianali sul territorio che iniziarono a collaborare con la Comerio.

### XXI secolo
Nel 2011 alla scomparsa di Rinaldo Comerio, gli succede il fratello Emilio, divenendo presidente della società fino alla sua morte nel 2021.

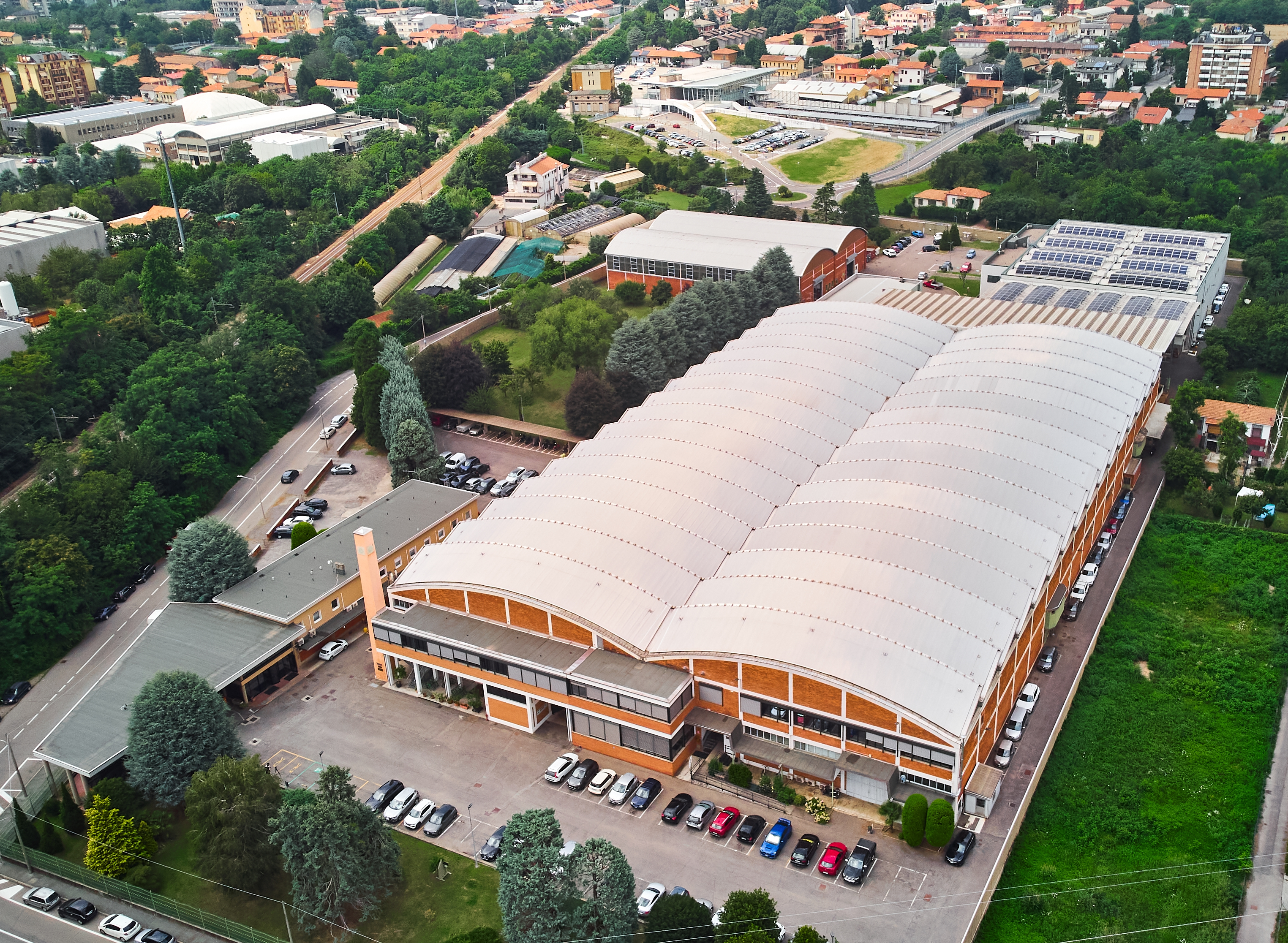
Lo stabilimento di Busto Arsizio nel 2023

Nel 2016 si espande il sito produttivo, con l'apertura di un reparto high tech, in linea con i principi dell’Industria 4.0, allo scopo di adottare nuove tecnologie digitali nella produzione. Tale struttura è stata ulteriormente potenziata nel 2023.
Negli anni 2020, sono stati introdotti sistemi di Internet of Things (IoT) e telemetria, allo scopo di monitorare da remoto il funzionamento delle macchine ed ottimizzare la gestione dei macchinari stessi.
Nel 2023 sono stati introdotti processi produttivi che prevedono il reimpiego della gomma non vulcanizzata e la devulcanizzazione di materiali elastomerici.
Nel 2025 l'azienda ha celebrato i 140 anni di attività. In questi anni, il 90% della produzione è destinata all’export.
Nello stesso anno, l'azienda ha ottenuto il riconoscimento "Imprese di pace" della rivista Forbes, concesso ad altre 31 aziende e consegnato durante una cerimonia a cui è intervenuto il Presidente della Repubblica Sergio Mattarella.
Nel mese di giugno, il Comune di Busto Arsizio ha conferito la civica benemerenza a Riccardo Comerio, amministratore delegato della società.